# Полкова старшина
Полкова старшина — збірна назва представників військової та цивільної адміністрації, які здійснювали керівництво військово-територіальної одиниці — полком.
Полкова старшина існувала у другій половині 17-18 століттях. До її складу входили: полковник, обозний, суддя, писар, осавули, хорунжий. Очолював полкову старшину полковник. Першою особою після полковника був обозний, який відав матеріальним забезпеченням полку, керував обозом та артилерією, а також під час відсутності полковника виконував його обов'язки. Йому підлягали полковий артилерійський осавул, полковий артилерійський писар, хорунжий полкової артилерії та отамани. На території полку функціонував полковий суд, який розглядав кримінальні та частково цивільні справи. Головував у ньому полковий суддя, який мав свою канцелярію та урядовців.
Важливі кримінальні справи розглядалися з участю полковника. Важливе місце серед старшини належало полковому писарю, який вів діловодство полку і керував полковою канцелярією. Помічником полковника у військових справах був полковий осавул (найчастіше їх було два), який наглядав за дотриманням порядку і дисципліни у полку, виконував поліційні функції, опікувався полковою музикою та інше. Помічником осавула був підосавул. Полковий хорунжий відповідав за збереження полкового прапора. Інколи хорунжих було два, один з них доглядав прапора, а другий — значка (малого прапора). Під керівництвом хорунжого перебували значкові товариші. Формально полкова старшина вважалася виборною, але фактично посади полкової старшини займали особи призначені гетьманською адміністрацією або полковником за погодженням з царським урядом. З 1722 року полкову старшину призначала Малоросійська колегія. Діяльність старшини контролювалася царськими чиновниками.
Полкова старшина була ліквідована царським урядом на Слобожанщині у 1765 році, а у Лівобережній Україні у 1780-х роках.